# 의령 집돌금농악

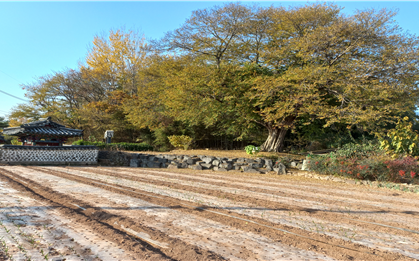
집금돌농악이 시작되었다고 알려진 의령군 칠곡면 당산나무 아래

의령 집돌금농악은 의령 3대 음악 중 하나로, 예로부터 전해오는 의령지역의 세시풍속으로 마을과 가정의 안녕과 풍농을 기원하는 마을공동제의 동제를 비롯한 가신제(집을 지키는 집안의 운수를 좌우하는 신에게 지내는 제사)와 지신밟기가 널리 성행했다. 
이러한 지신밟기를 의령에서는 집돌금이라고 칭하였고 의령의 마을농악이었던 집돌금농악이 의령 칠곡면 당산나무아래에서 시작되는 일이 많았다고 한다.